# دوري السوبر الدنماركي 1994–95
دوري السوبر الدنماركي 1994–95 (بالدنماركية: Superligaen 1994-95)‏ هو الموسم 82 من  دوري السوبر الدنماركي. أقيم خلال الفترة 6 أغسطس 1994 وحتى 18 يونيو 1995، وأشرف على تنظيمه اتحاد الدنمارك لكرة القدم، وكان عدد الأندية المشاركة فيه  10، وفاز فيه نادي أوبه.